# Región de San'yō

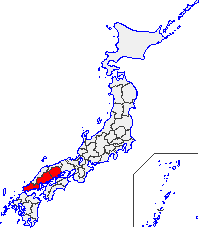
Región de San'yō

La región de San'yō (山陽地方San'yō-chihō ) es un área en el sur de Honshū, la isla principal de Japón .  Consiste en la parte sur de la región de Chūgoku , frente al mar interior de Seto .  El nombre San'yō significa "lado sur, soleado ( yō ) de las montañas" y contrasta con el San'in o "lado norte, sombreado ( in ) de las montañas". 
Por lo general se incluyen las prefecturas de Okayama , Hiroshima y Yamaguchi como parte de esta región.  A veces, el área de Harima en Hyōgo se considera parte de este grupo. 
La región de San'yō abarca las áreas provinciales pre-Meiji de Harima , Mimasaka , Bizen , Bitchu , Bingo , Aki , Suō y Nagato .

## Transporte
La región es servida por la línea principal de Sanyō y el Sanyō Shinkansen.